# یانوویتسه (شهرستان ونچتسا)
یانوویتسه (به لاتین: Janowice) یک روستا در لهستان است که در گمینا پیانتک واقع شده‌است.